# Cingebul
Cingebul is een bestuurslaag in het regentschap Banyumas van de provincie Midden-Java, Indonesië. Cingebul telt 5085 inwoners (volkstelling 2010).